# Megatarsodes
Megatarsodes és un gènere d'arnes de la família Crambidae. Conté només una espècie, Megatarsodes baltealis, que es troba a Madagascar.